# Classe Königsberg (incrociatore 1905)
La classe Königsberg fu una classe di incrociatori leggeri della Kaiserliche Marine tedesca, composta da quattro unità entrate in servizio tra il 1906 e il 1907. Tutte le unità parteciparono alla prima guerra mondiale, durante la quale due andarono perdute in combattimento: la capoclasse SMS Königsberg durante la battaglia del delta del Rufiji (11 luglio 1915) e la SMS Nürnberg durante la battaglia delle Falkland (8 dicembre 1914); le altre due unità, la SMS Stuttgart e la SMS Stettin, prestarono servizio con la Hochseeflotte nelle acque di casa, venendo infine radiate e avviate alla demolizione nel 1920.

## Il progetto

### Caratteristiche generali

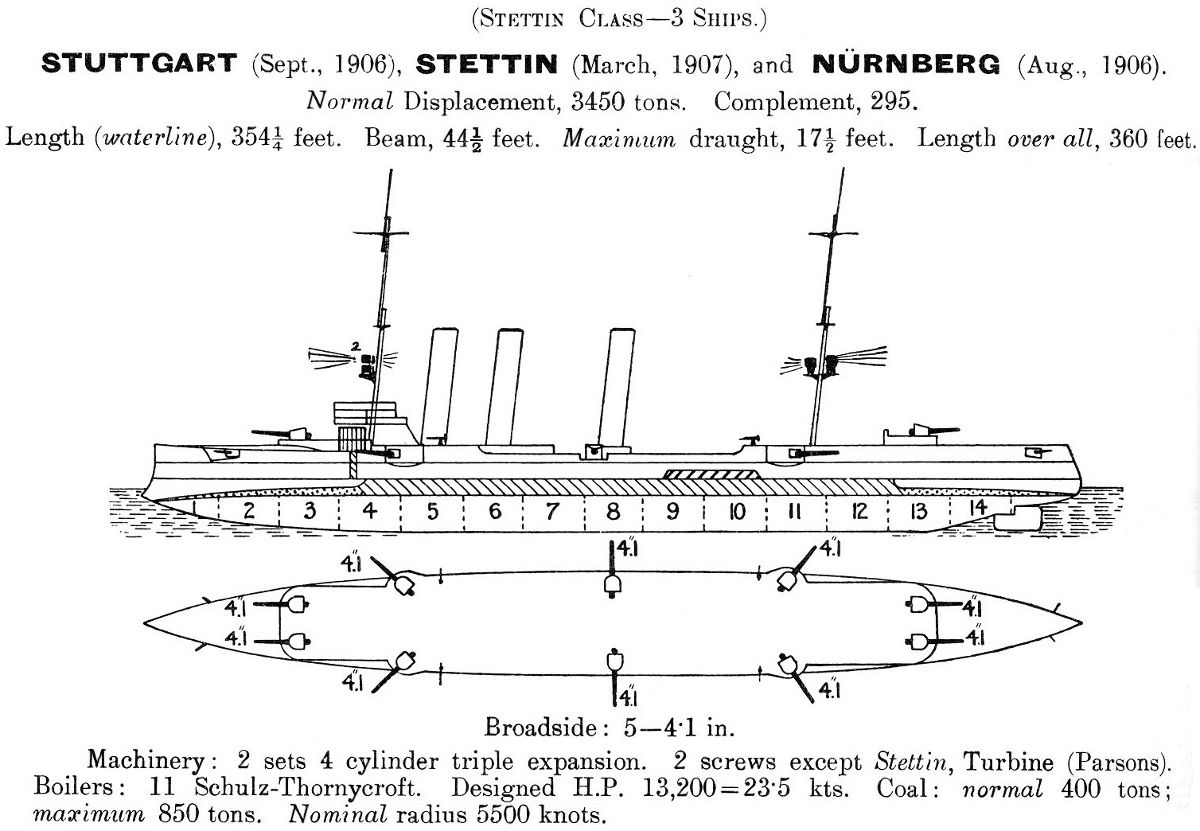
Diagramma dello scafo

La costruzione delle unità della classe iniziò nel 1905: i Königsberg riprendevano le caratteristiche di base delle due classi di incrociatori leggeri che li precedevano, la classe Gazelle e la classe Bremen, ma con un incremento delle dimensioni e della velocità. Le unità non avevano tutte le medesime dimensioni: la capoclasse aveva una lunghezza fuori tutto di 115,3 metri, una larghezza di 13,2 metri e un pescaggio di 5,29 metri, ma nelle altre tre unità le dimensioni erano incrementate rispettivamente a 117,4, 13,3 e 5,4 metri. Il dislocamento standard della Königsberg era di 3.390 t, cifra che saliva a 3.814 t a pieno carico, mentre per la Nürnberg e la Stuttgart questi valori erano rispettivamente di 3.469 e 3.902 t; la Stettin risultava la più grande della classe, dislocando 3.480 t come valore standard e 3.822 t a pieno carico.
Lo scafo delle unità fu realizzato in acciaio con telai trasversali e longitudinali: lo scafo era suddiviso al suo interno in tredici o quattordici compartimenti stagni, mentre un doppio fondo copriva per il 47% la parte inferiore della chiglia; il metacentro era tra 54 e 65 m, e lo sterzo era controllato da un unico timone. In generale si dimostrarono unità di buone capacità nautiche, anche se rivelarono problemi in condizioni di mare molto agitato. L'equipaggio ammontava a quattordici ufficiali e 308 marinai; un certo numero di piccole imbarcazioni era installato a bordo, tra cui una scialuppa di picchetto, una chiatta, un cutter, due iolle e due gommoni.

### Propulsione
Le prime tre unità della classe avevano un sistema propulsivo basato su due motori a vapore da 3 cilindri a tripla espansione per una potenza nominate di 13.918 shp, capaci di garantire una velocità massima di poco più di 24 nodi; la Stettin invece montava una coppia di turbine a vapore tipo Parsons valutate di una potenza di 13.500 shp e una velocità massima di 24 nodi. Tutte e quattro le unità erano alimentate a carbone: il carico normale di propellente, diviso in tre magazzini distinti, era di 400 t, aumentabile fino a un massimo di 880 t; tutte montavano inoltre dei generatori di elettricità (due sulla Königsberg, tre sulle altre unità). L'autonomia della capoclasse ammontava a 5.270 miglia nautiche a 12 nodi, ma quella delle gemelle era più ridotta, superando di poco le 4.100 miglia.

### Armamento e corazzatura
Come le precedenti classi di incrociatori leggeri tedeschi, i Königsberg montavano dieci cannoni SK L/40 da 105 mm in barbette singole: due erano collocati fianco a fianco sul cassero di prua, sei lungo le fiancate della nave (tre per lato) e altri due fianco a fianco sul cassero di poppa; i cannoni avevano una elevazione massima di 30° che permetteva loro di ingaggiare bersagli posti fino a un massimo di 12.700 metri di distanza, ed erano dotati di una riserva di 150 colpi per pezzo. Il Königsberg fu equipaggiato poi anche con una coppia di cannoni secondari da 88 mm, mentre le altre tre unità ebbero otto cannoni SK L/55 da 52 mm; completavano l'armamento due tubi lanciasiluri da 450 mm con una dotazione di cinque siluri.
La protezione dello scafo era garantita da due strati di acciaio e uno di corazzatura Krupp: il ponte corazzato aveva uno spessore massimo di 80 mm che si riduceva a 20 mm verso poppa, mentre la protezione verticale era di 45 mm; la torre di comando era protetta da una corazzatura spessa 100 mm, mentre le barbette dei cannoni avevano uno spessore di 50 mm.

## Unità
| Nome       | Cantiere                 | Impostazione    | Varo              | Entrata in servizio | Destino finale |
| ---------- | ------------------------ | --------------- | ----------------- | ------------------- | --- |
| Königsberg | Kaiserliche Werft Kiel   | 12 gennaio 1905 | 12 dicembre 1905  | 4 giugno 1906       | affondata l'11 luglio 1915 da unità navali britanniche durante la battaglia del delta del Rufiji                                                                     |
| Nürnberg   | Kaiserliche Werft Kiel   | 1906            | 29 agosto 1906    | 10 aprile 1908      | affondata l'8 dicembre 1914 dall'incrociatore britannico HMS Kent durante la battaglia delle Falkland                                                                |
| Stuttgart  | Kaiserliche Werft Danzig | 1905            | 22 settembre 1906 | 1º febbraio 1908    | trasformata in nave appoggio idrovolanti nel febbraio del 1918; consegnata al Regno Unito il 20 luglio 1920 come preda di guerra, avviata alla demolizione poco dopo |
| Stettin    | AG Vulcan Stettino       | 1906            | 7 marzo 1907      | 29 luglio 1907      | trasformata in nave scuola nel 1917; consegnata al Regno Unito il 15 settembre 1920 come preda di guerra, avviata alla demolizione poco dopo                         |